# Makhala
Makhala (arab. مكحلة) – wieś w Syrii, w muhafazie Aleppo. W 2004 roku liczyła 322 mieszkańców.